# 5-й Одеський міжнародний кінофестиваль
5-й Одеський міжнародний кінофестиваль пройшов із 11 по 19 липня 2014 року в Одесі, Україна.
Кінофестиваль відбуватиметься без фінансової підтримки держави, тож через брак коштів деякі традиційні програми було урізано. Зокрема не буде традиційної програми «Нове російське кіно». Через неспокій в Україні очікується також менша відвідуваність фестивалю міжнародними зірками.
Серед найочікуваніших показів фестивалю світова прем'єра фільму «Поводир» Олеся Саніна та показ документального фільму Сергія Лозниці «Майдан».
Як і завжди відкриття та закриття фестивалю відбулося у Фестивальному палаці, який з 2012-о року розташований у приміщенні Одеського театру музичної комедії.

## Журі
Журі міжнародної конкурсної програми
- Пітер Веббер — режисер відомого фільму «Дівчина з перлинною сережкою» (2003) та ін.; голова журі.
- Сергій Лозниця — режисер документальних та художніх фільмів.
- Євгенія Додіна — акторка театру, кіно і телебачення.
- Ольга Диховічна — акторка і режисер.
- Жан-Філіп Тессе — кінокритик та актор.

Журі національної конкурсної програми
- Манський Віталій Всеволодович — режисер-документаліст, продюсер; голова журі.
- Ахтем Сейтаблаєв — режисер, актор, сценарист.
- Нана Джанелідзе — режисер, сценарист, продюсер.
- Азізе Тан — директор Стамбульського кінофестивалю.

## Конкурсна програма
Міжнародна конкурсна програма
- «Побачення всліпу» («Shemtkhveviti paemnebi»), реж. Леван Когуашвілі.
- «Моя русалка, моя Лорелей», реж. Нана Джорджадзе.
- «Ґуерос» («Güeros»), реж. Алонсо Руїспаласіос.
- «Стерео», реж. Максиміліан Ерленвайн.
- «Чорне вугілля, тонкий лід», реж. Їнан Дяо.
- «Поле собак», реж. Лех Маєвський.
- «Великі вагомі речі», реж. Браян Райзберг (Bryan Reisberg).
- «Зірка», реж. Анна Мелікян.
- «Роксана» («Roxanne»), реж. Валі Хотя.
- «Мотивації нуль», реж. Талія Лаві.
- «Поводир», реж. Олесь Санін.
- «Party girl», реж. Марі Амашукелі, Клер Бюргер, Семюель Тейс.

Національна конкурсна програма — повний метр
- «Моя русалка, моя Лореляй», реж. Нана Джорджадзе.
- «Поводир», реж. Олесь Санін.
- «Зелена кофта», реж. Володимир Тихий.
- «Присмерк», реж. Валентин Васянович.
- «F63.9 Хвороба кохання», реж. Дмитро Томашпольський, Олена Дем'яненко.
- «Люби мене» («Sev beni»), реж. Марія Ер Горбач, Мехмет Бахадир Ер.
- «Лариса Кадочникова. Автопортрет», реж. Лариса Кадочникова, Дмитро Томашпольський.